# Ved vinduet
Ved vinduet  er et maleri fra 1881 af den norske maler Hans Heyerdahl. Det har siden 1939 været en del af samlingerne på Nasjonalmuseet for kunst, arkitektur og design i Oslo.
Billedet viser en kvinde iført en mørkeblå kjole med et flerfarvet tørklæde om halsen. Hun sidder i en vinduesåbning på en stol med en bog på skødet og stirrer drømmende ud i byen. Højre arm understøtter hovedet og hviler på et smedejerngitter; gennem gitteret skimtes potteplanter. 
Heyerdahl studerede 1874-77 på Akademie der Bildenden Künste München og arbejdede oprindeligt i en mørk farvetone. Efter succesen 1878 på Parisersalonen med maleriet Adam og Evas fordrivelse fra Paradiset, hvor det fik guldmedalje af tredje grad, flyttede Heyerdahl til Paris, hvor han studerede hos Léon Bonnat. I Paris var Heyerdahl især imponeret over moderne fransk kunst og impressionisterne. Det ses blandt andet i Ved vinduet, som i modsætning til hans tidligere arbejde er kendetegnet ved et lyst farveskema, blødt penselarbejde og utydelige konturer. Den afbildede kvinde er hans første kone, sangeren Maren Christine Heyerdahl (1854-1931). De giftede sig i 1879 og fik deres første barn året efter.
Ved vinduet er i nederste venstre hjørne signeret "Hans Heyerdahl 1881" og "Paris" i nederste højre hjørne. 